# Haywardiamyia brevicornis
Haywardiamyia brevicornis är en tvåvingeart som beskrevs av Blanchard 1955. Haywardiamyia brevicornis ingår i släktet Haywardiamyia och familjen parasitflugor. Inga underarter finns listade i Catalogue of Life.